# Laurențiu Avram
Laurențiu Avram (n. ?? , Șomcuta Mare, jud. Maramureș – d. 1955, Zalău) a fost un deputat în Marea Adunare Națională de la Alba Iulia, organismul legislativ reprezentativ al „tuturor românilor din Transilvania, Banat și Țara Ungurească”, cel care a adoptat hotărârea privind Unirea Transilvaniei cu România, la 1 decembrie 1918.

## Biografie
A urmat Seminarul teologic din Gherla după care a funcționat ca preot și a colaborat la diverse publicații religioase transilvănene. La 18 aprilie 1919 a fost unul dintre organizatorii festivității de primire a trupelor române în orașul Șimleul Silvaniei. După Unire, Laurențiu Avram a activat ca preot în satul Chieșd.